# Drumoak
Drumoak é uma vila localizada em Aberdeenshire, Escócia, a oeste de Peterculter e a norte do rio Dee. O castelo Drum situa-se no centro da vila.